# Markus Rothkranz
Markus Rothkranz (* 3. srpna 1962, Kolín nad Rýnem) je německo-americký scenárista žijící v Kalifornii, USA.

## Život
Markus Rothkranz emigroval v dětství se svými rodiči do USA. Tam pracoval jako umělec se zaměřením na speciální efekty, prosadil se v hollywoodských trhácích, jako např.: Smrtonosná past (Die Hard, 1988), Total Recall (Total Recall, 1990) a Rudá planeta (Red Planet, 2000).
Mezi roky 1992 a 1995 se podílel jako umělec na konstrukci několika pinballových her, včetně Star Wars (Star Wars), Jurský park (Jurassic Park) a Smrtonosná zbraň 3 (Lethal Weapon 3). Také spolupracoval s režisérem Aaronem Spellingem, sportovcem Michaelem Jordanem a s producenty filmu Sám doma a bohatý (Richie Rich, 1994) při vytváření těchto automatů (pinballové hry).
V roce 1996 byl režisérem a scenáristou sci-fi filmu To the End of Time (německy Ritter der Zeit, česky Vládce času).
V současné době žije v Las Vegas, Nevada, USA, spolu s partnerkou Carou Bee.

## Jako autor
Ve svých knihách a přednáškách Markus Rothkranz propaguje a obhajuje konzumaci veganských a syrových potravin (RAW) a pro jejich soběstačnost.

## Filmografie
- 1996: To the Ends of Time

## Knihy
- Heal Yourself 101: Get Younger and Never Get Sick Again (2010), německy Heile dich selbst (2011)
- Heal Your Face: Naturally Without Surgey by Healing Your Body and Life (2011), německy Heile dich schön (2011)
- Free Food and Medicine: Worldwide Edible Plant Guide (2012)
- The Prosperity Secret: Success in the New World (2012), německy Heile dich reich: Wie wir wirklich erfolgreich sein können, wenn wir unsere Bestimmung leben (2013)
- Instructions for a New Life: True Freedom (2013)
- Dreamchaser: The True Story of a Lonely Boy That Grew up to Make a 2 Million Dollar Movie (2013)
- Markus Rothkranz Paintings (2015)
- Uzdrav se sám[9]